# 칼튼 그리핀
칼튼 그리핀(Carlton Griffin, 1893년 5월 23일 ~ 1940년 7월 24일)은 미국의 배우이다.
뉴욕에서 태어났으며 할리우드에서 사망하였다.

## 영화
- 스탠드 업 앤 치어! (1934년)
- 쿵, 쿵, 쿵 (1926년)
- 걸 샤이 (1924년)